# Enoplotrupini
Enoplotrupini syn. Chromogeotrupini - plemię chrząszczy żukokształtnych z rodziny gnojarzowatych (Geotrupidae) i podrodziny Geotrupinae.
Jedynym gatunkiem występującym w Polsce jest bycznik (Typhaeus typhoeus).

## Systematyka
Do plemienia tego należą współcześnie rodzaje:
- Chelotrupes Jekel, 1866
- Enoplotrupes Lucas, 1869
- Typhaeus Leach, 1815